# Calella

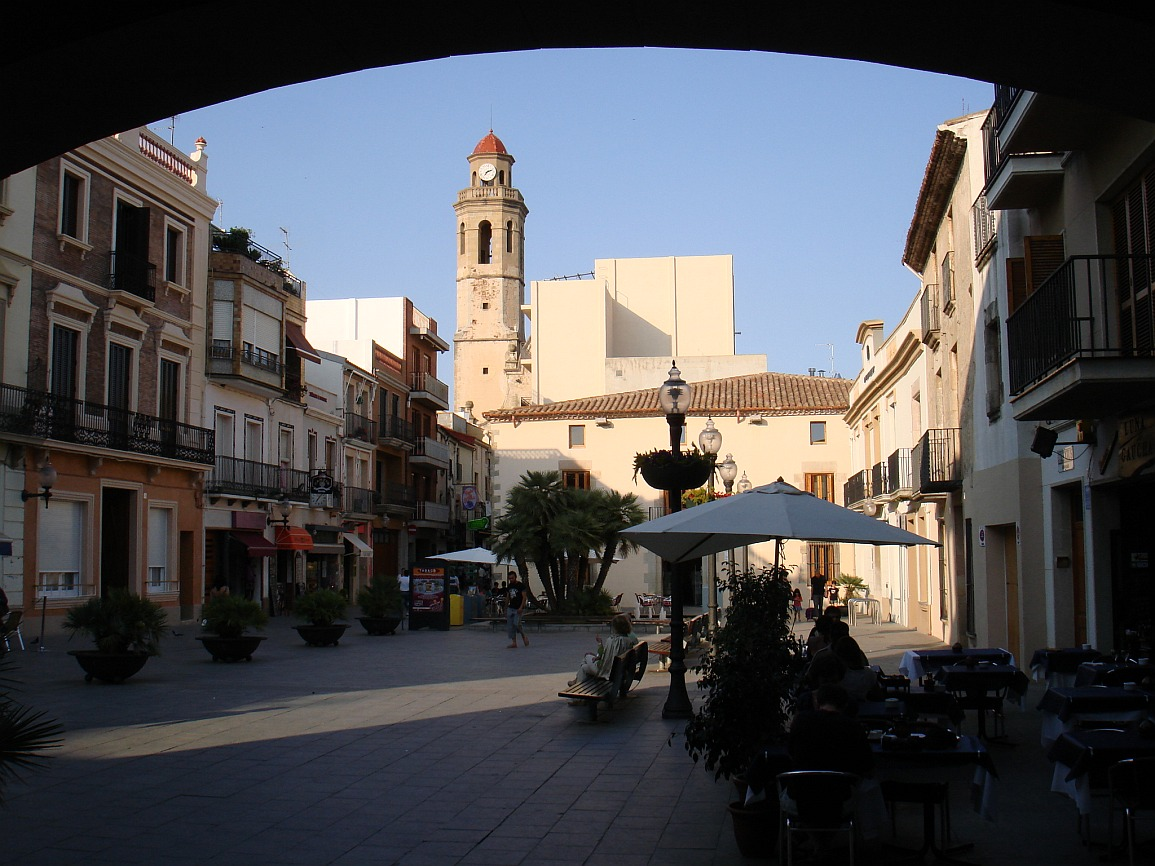
Piaţa primăriei din Calella

Calella este un oraș în Spania în comunitatea Catalonia în provincia Barcelona. În 2004 avea o populație de 16.008 locuitori. Localitatea este uneori numită Calella del costa pentru a o diferenția de Calella de Palafrugell o localitate turistică cunoscută de pe Costa Brava. 

## Personalități născute aici
- Josep Maria Terricabras i Nogueras (1946 - 2024), filozof, om politic.

1. 1 2   http://www.idescat.cat/pub/?id=aec&n=925&t=2016 Lipsește sau este vid: |title= (ajutor)